# Telephantasm
Telephantasm – album kompilacyjny amerykańskiej grupy grunge’owej Soundgarden. Album zawiera utwory podsumowujące 13 letnią działalność grupy w latach 1984–1997. Album został wydany 28 września 2010 roku, będąc pierwszym oficjalnym wydawnictwem zespołu od 13 lat. Płyta już w dniu premiery pokryła się platyną, z racji iż została dołączona do pierwszego miliona egzemplarzy gry Guitar Hero: Warriors of Rock.

## Opis
Album podsumowuje działalność grupy Soundgarden. Zawiera wybrane utwory z 6 studyjnych płyt zespołu, plus dwie premierowe piosenki „Black Rain”, która pochodzi z sesji do płyty Badmotorfinger, oraz instrumentalny „The Telephantasm”, który jest owocem sesji do albumu „Screaming Life” w 1987 roku. Utwór „Black Rain” uświetnił również edycję gry Guitar Hero: Warriors of Rock.
Edycja limitowana, wydana w formie box-setu, zawiera 2 płyty CD, na których znajdą się wybrane hity z 6 płyt studyjnych zespołu. Limitowana edycja zawiera również wszystkie teledyski zespołu, na DVD, a także bonusowe filmy wideo.
Ogólnoświatowa premiera utworu „Black Rain” nastąpiła 8 sierpnia 2010 roku.
Telephantasm będzie dołączony do pierwszego miliona egzemplarzy gry Guitar Hero – Warriors of rock.
Autorem okładki jest Josh Graham, tworzący wcześniej okładki płyt m.in. dla Neurosis.

## Lista utworów
| Nr  |  | Tytuł                                                              | Tekst         | Muzyka                                                | Długość |
| --- |  | ------------------------------------------------------------------ | ------------- | ----------------------------------------------------- | ------- |
| 1.  |  | „Hunted Down” z albumu Screaming Life                              | Chris Cornell | Kim Thayil                                            | 2:44    |
| 2.  |  | „Hands All Over” z albumu Louder Than Love                         | Chris Cornell | Kim Thayil                                            | 6:00    |
| 3.  |  | „Outshined” z albumu Badmotorfinger                                | Chris Cornell | Kim Thayil, Chris Cornell                             | 5:11    |
| 4.  |  | „Rusty Cage” z albumu Badmotorfinger                               | Chris Cornell | Chris Cornell                                         | 3:24    |
| 5.  |  | „Birth Ritual” z soundtracku do filmu Singles                      | Chris Cornell | Chris Cornell, Kim Thayil, Ben Shepherd, Matt Cameron | 6:04    |
| 6.  |  | „Black Hole Sun” z albumu Superunknown                             | Chris Cornell | Chris Cornell                                         | 5:18    |
| 7.  |  | „Spoonman” z albumu Superunknown                                   | Chris Cornell | Chris Cornell                                         | 4:06    |
| 8.  |  | „My Wave” z albumu Superunknown                                    | Chris Cornell | Kim Thayil, Chris Cornell                             | 5:12    |
| 9.  |  | „Fell on Black Days” z albumu Superunknown                         | Chris Cornell | Chris Cornell                                         | 4:50    |
| 10. |  | „Burden in My Hand” z albumu Down on the Upside                    | Chris Cornell | Chris Cornell                                         | 4:50    |
| 11. |  | „Blow Up the Outside World” z albumu Down on the Upside            | Chris Cornell | Chris Cornell                                         | 5:46    |
| 12. |  | „Black Rain” premierowy utwór pochodzący z sesji do Badmotorfinger | Chris Cornell | Ben Shepherd, Kim Thayil                              | 5:25    |

## Lista utworów (2CD/DVD Edycja limitowana)

### CD 1
| Nr  |  | Tytuł                                          | Tekst         | Muzyka                      | Długość |
| --- |  | ---------------------------------------------- | ------------- | --------------------------- | ------- |
| 1.  |  | „All Your Lies” (Deep Six version)             | Chris Cornell | Kim Thayil                  | 3:51    |
| 2.  |  | „Hunted Down”                                  | Chris Cornell | Kim Thayil                  | 2:42    |
| 3.  |  | „Fopp”                                         | Ohio Players  | Ohio Players                | 3:38    |
| 4.  |  | „Beyond the Wheel”                             | Chris Cornell | Chris Cornell               | 4:22    |
| 5.  |  | „Flower” (BBC Sessions)                        | Chris Cornell | Kim Thayil                  | 3:26    |
| 6.  |  | „Hands All Over”                               | Chris Cornell | Kim Thayil                  | 6:00    |
| 7.  |  | „Big Dumb Sex”                                 | Chris Cornell | Chris Cornell               | 4:11    |
| 8.  |  | „Get on the Snake”                             | Chris Cornell | Kim Thayil                  | 3:44    |
| 9.  |  | „Room a Thousand Years Wide” (wersja singlowa) | Kim Thayil    | Kim Thayil, Matt Cameron    | 4:06    |
| 10. |  | „Rusty Cage”                                   | Chris Cornell | Chris Cornell               | 4:26    |
| 11. |  | „Outshined”                                    | Chris Cornell | Chris Cornell, Kim Thayil   | 5:11    |
| 12. |  | „Slaves & Bulldozers”                          | Chris Cornell | Ben Shepherd, Chris Cornell | 6:58    |

### CD 2
| Nr  |  | Tytuł                                           | Tekst         | Muzyka                                                 | Długość |
| --- |  | ----------------------------------------------- | ------------- | ------------------------------------------------------ | ------- |
| 1.  |  | „Jesus Christ Pose” (live)                      | Chris Cornell | Chris Cornell, Kim Thayil, Ben Shepherd, Matt Cameron  | 6:02    |
| 2.  |  | „Birth Ritual”                                  | Chris Cornell | Chris Cornell, Kim Thayil, Ben Shepherd, Matt Cameron  | 6:04    |
| 3.  |  | „My Wave”                                       | Chris Cornell | Chris Cornell, Kim Thayil                              | 5:12    |
| 4.  |  | „Superunknown”                                  | Chris Cornell | Chris Cornell, Kim Thayil                              | 5:06    |
| 5.  |  | „Spoonman”                                      | Chris Cornell | Chris Cornell                                          | 4:06    |
| 6.  |  | „Black Hole Sun”                                | Chris Cornell | Chris Cornell                                          | 5:18    |
| 7.  |  | „Fell on Black Days” (video version)            | Chris Cornell | Chris Cornell                                          | 4:42    |
| 8.  |  | „Burden in My Hand”                             | Chris Cornell | Chris Cornell                                          | 4:50    |
| 9.  |  | „Dusty”                                         | Chris Cornell | Ben Shepherd                                           | 3:34    |
| 10. |  | „Pretty Noose” (Live on SNL)                    | Chris Cornell | Chris Cornell                                          | 4:12    |
| 11. |  | „Blow Up the Outside World” (MTV Live ‘N’ Loud) | Chris Cornell | Chris Cornell                                          | 5:46    |
| 12. |  | „Black Rain”                                    | Chris Cornell | Kim Thayil, Ben Shepherd                               | 5:25    |
| 13. |  | „The Telephantasm”                              | –             | Chris Cornell, Kim Thayil, Hiro Yamamoto, Matt Cameron | 2:23    |

### Teledyski na DVD
| Nr  |  | Tytuł                                    |  |  |  |
| --- |  | ---------------------------------------- |  |  |  |
| 1.  |  | „Flower”                                 |  |  |  |
| 2.  |  | „Hands All Over”                         |  |  |  |
| 3.  |  | „Loud Love”                              |  |  |  |
| 4.  |  | „Jesus Christ Pose” (oryginalna wersja)  |  |  |  |
| 5.  |  | „Outshined”                              |  |  |  |
| 6.  |  | „Rusty Cage”                             |  |  |  |
| 7.  |  | „My Wave”                                |  |  |  |
| 8.  |  | „Spoonman”                               |  |  |  |
| 9.  |  | „The Day I Tried to Live (Uncensored)”   |  |  |  |
| 10. |  | „Black Hole Sun”                         |  |  |  |
| 11. |  | „Fell on Black Days”                     |  |  |  |
| 12. |  | „Pretty Noose (Uncensored)”              |  |  |  |
| 13. |  | „Burden in My Hand”                      |  |  |  |
| 14. |  | „Blow Up the Outside World (Uncensored)” |  |  |  |

### Bonus Videos
| Nr |  | Tytuł                                        |  |  |  |
| -- |  | -------------------------------------------- |  |  |  |
| 1. |  | „Spoonman (Mash-up Version)”                 |  |  |  |
| 2. |  | „The Day I Tried to Live (European Version)” |  |  |  |
| 3. |  | „Superunknown”                               |  |  |  |
|    |  |                                              |  |  |  |
| 4. |  | „Pretty Noose (International Version)”       |  |  |  |
| 5. |  | „Pretty Noose (Alternate Ending)”            |  |  |  |
| 6. |  | „Blow Up the Outside World (Censored)”       |  |  |  |

## Twórcy
- Chris Cornell – wokale główne, gitara
- Kim Thayil – gitara prowadząca
- Ben Shepherd – gitara basowa, chórki (utwory 3-9 (wersja podstawowa), 9-12 (CD1), wszystkie utwory (CD2))
- Matt Cameron – perkusja, chórki (wszystkie utwory, prócz 1 (CD1))
- Hiro Yamamoto – gitara basowa (utwory 1 i 2 (wersja podstawowa), 1-8 (CD1))
- Scott Sundquist – perkusja (utwór 1 (CD1))

## Pozycje w zestawieniach

### Album
| Zestawienie                  | Pozycja |
| ---------------------------- | ------- |
| Australian Albums Chart      | 20      |
| Dutch Albums Chart           | 97      |
| Billboard 200                | 24      |
| Billboard Alternative Albums | 4       |
| Billboard Rock Albums Albums | 6       |
| Billboard Hard Rock Albums   | 2       |
| Billboard Canadian Albums    | 15      |
| New Zealand Albums Chart     | 12      |
| Swiss Albums Chart           | 94      |
| UK Albums Chart              | 83      |

### Singel
| Zestawienie                   | Pozycja |
| ----------------------------- | ------- |
| UK Rock Chart                 | 2       |
| US Rock Songs                 | 6       |
| US Hot Mainstream Rock Tracks | 10      |
| US Alternative Songs          | 20      |
| US Hot Digital Songs          | 71      |
| US Billboard Hot 100          | 96      |
| Canadian Hot 100              | 44      |

## Certyfikaty
| Kraj | Przyznany przez | Certyfikat |
| ---- | --------------- | ---------- |
| USA  | RIAA            | Platyna    |